# 이윤환
이윤환(1996년 10월 16일 ~ )은 대한민국의 축구 선수로 포지션은 공격수이다.

## 유소년 경력
대신고등학교에 재학중이었던 이윤환은 부천 FC 1995의 유스팀이 창단할 때 입단테스트를 통해 부천 FC에 입단했다. 2015년 K리그 주니어 등번호 9번을 달고 전기리그에서 8경기 6골을 넣으면서 득점왕이라는 타이틀을 노렸지만 아쉽게도 1골 차이로 리그내 득점 2위를 기록하며 무한한 가능성을 보여주었지만 부상 때문에 득점왕을 놓친거 같아 많이 아쉬움을 남긴 전기리그였다 하지만 후기리그에서도 6경기3골을 넣으면서 좋은 모습을 보여주면서 많은 기대를 가졌지만 또 다시 무릎 부상을 당해 아쉽게도 전후반기 총14경기9득점으로 득점행진을 끝 마치고 좀 아쉬운 고등학교 리그를 끝내여만했다

## 클럽 경력
2016시즌을 앞두고 구단 역사상 첫번째 유스 우선지명선수가 되었다
프로입단을 하여 프로정규리그 데뷔는 못했지만 R리그에서(2군경기) 11경기8골 득점2위라는 좋은기대를 안고 내년을 기약했다
 2017년 7월 18일 FC 안양과의 K리그 챌린지 경기에서 후반 39분에 교체 투입되며 프로 데뷔에 성공했고, 후반 44분 리그 데뷔전 데뷔골을 성공시켰다. 이 경기에서 팀은 3-1로 승리했다.
2018시즌을 앞두고 K3리그의 평택 시민축구단으로 임대되었다.
평택시민축구단에서 좋은 경기력과 유망주다운 실력으로 멋진 플레이를 선보였다
2019시즌을 앞두고 부천 FC 1995와의 계약이 해지되었다.
해외리그 도전을 위해 독일 프로축구 3부리그의 라팅엔 04/19에 입단했다.
팀이 강등권 위치에 있어 많은 기대감 속에 로테이션 공격수로 활약하다가12R운드부터 독보적인 스트라이커로 활약하면 중상위권으로 팀을 이끌고 24경기 15득점이라는 좋은 성과를 얻어내고 팀과 3년재계약까지 이루어진다